# 유럽 중앙은행

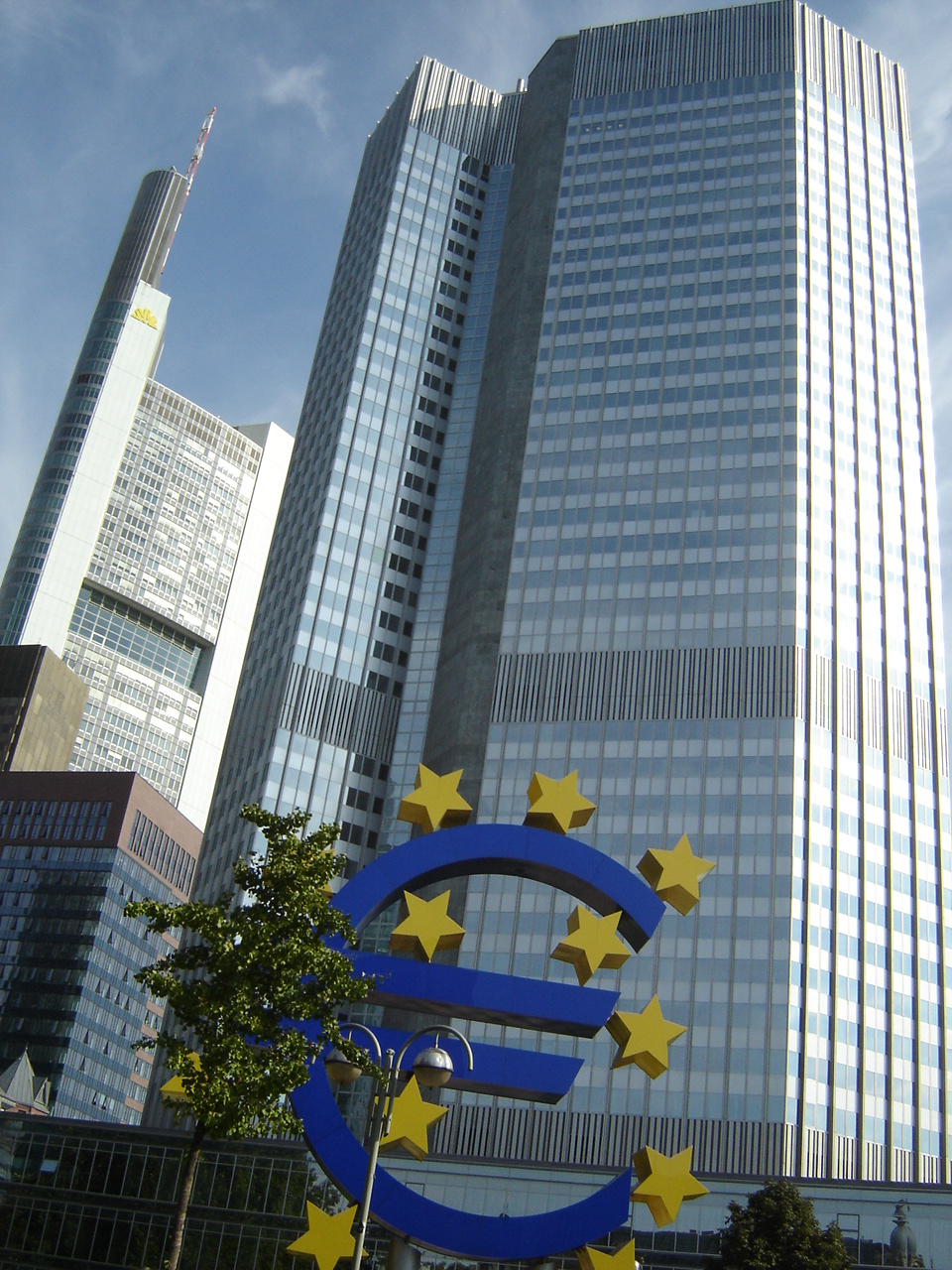
프랑크푸르트에 위치한 유럽 중앙은행 건물로 유로타워라고도 불린다.

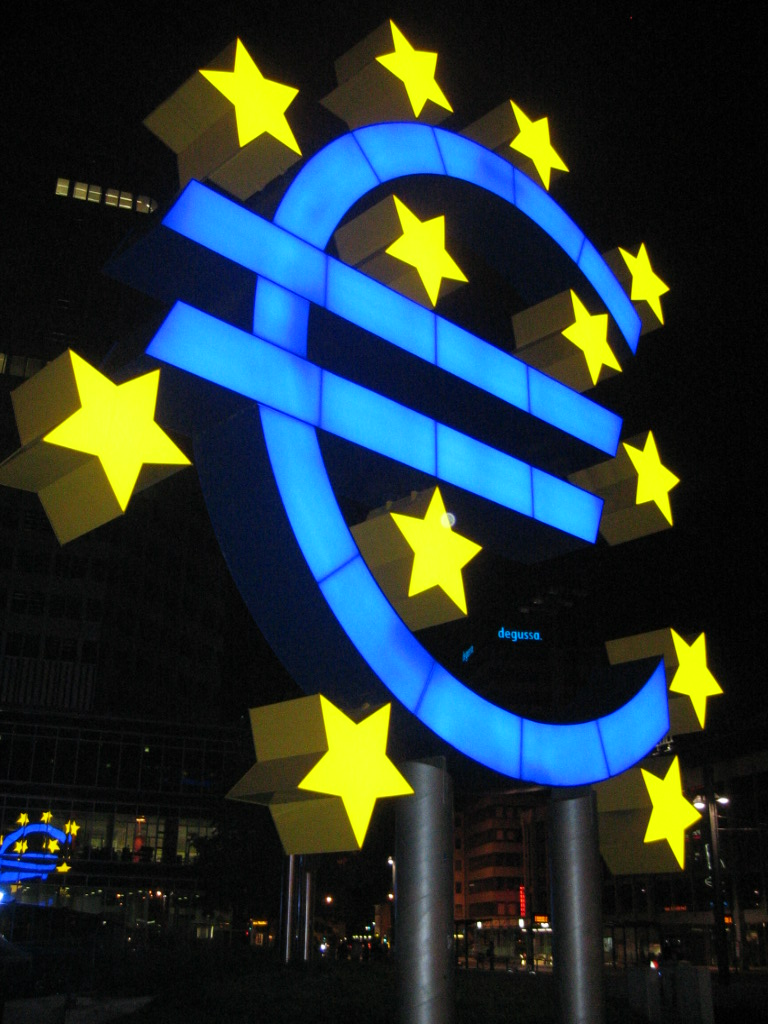
유로타워 앞에 설치된 유로 엠블럼 조형물

유럽 중앙은행(-中央銀行, 영어: European Central Bank, ECB)은 유럽 연합의 중앙은행이다. 통화 정책에 관한 일을 한다. 1998년에 창설되었으며 본부는 독일 헤센주 프랑크푸르트암마인에 위치하고 있다. 프랑크푸르트암마인에 2008년부터 2014년까지 본부 건물을 신축했고, 이듬해부터 공식적으로 사용하고 있다. 현직 유럽 중앙은행 총재는 크리스틴 라가르드이다.

## 명칭
유럽 연합의 언어는 가입국 각각의 공용어로 정해져 있어서 2013년 7월 1일 이후에는 총 공용어 수가 24개나 된다. 따라서 유럽 연합 이사회의 정식 명칭도 공용어와 같은 수만큼 있다.
- 불가리아어: Европейска централна банка 에브로페이스카 첸트랄나 반카
- 체코어: Evropská centrální banka 에브롭스카 첸트랄니 반카[*]
- 덴마크어: Den Europæiske Centralbank 덴 에우로페이스케 센트랄방크[*]
- 독일어: Europäische Zentralbank 오이로페이셰 첸트랄방크[*]
- 에스토니아어: Euroopa Keskpank 에우로파 케스크팡크
- 그리스어: Ευρωπαϊκή Κεντρική Τράπεζα 에브로파이키 켄드리키 트라페자[*]
- 영어: European Central Bank 유러피언 센트럴 뱅크[*]
- 스페인어: Banco Central Europeo 방코 센트랄 에우로페오[*]
- 프랑스어: Banque Centrale Européenne 방크 상트랄 외로페엔[*]
- 아일랜드어: Banc Ceannais Eorpach 방크 캐나시 오르파흐
- 크로아티아어: Europska središnja banka 에우롭스카 스레디슈냐 반카
- 이탈리아어: Banca centrale europea 반카 첸트랄레 에우로페아[*]
- 라트비아어: Eiropas Centrālā banka 에이로파스 첸트랄라 방카
- 리투아니아어: Europos centrinis bankas 에우로포스 첸트리니스 방카스
- 헝가리어: Európai Központi Bank 에우로퍼이 쾨즈폰티 번크[*]
- 몰타어: Bank Ċentrali Ewropew 방크 첸트랄리 에우로페우
- 네덜란드어: Europese Centrale Bank 외로페서 센트랄러 방크[*]
- 폴란드어: Europejski Bank Centralny 에우로페이스키 반크 첸트랄니[*]
- 포르투갈어: Banco Central Europeu 방쿠 센트랄 이우로페우[*]
- 루마니아어: Banca Centrală Europeană 반카 첸트랄러 에우로페아너[*]
- 슬로바키아어: Európska centrálna banka 에우롭스카 첸트랄나 반카
- 슬로베니아어: Evropska centralna banka 에브롭스카 첸트랄나 반카
- 핀란드어: Euroopan keskuspankki 에우로판 케스쿠스팡키[*]
- 스웨덴어: Europeiska centralbanken 에우로페이스카 센트랄방켄[*]

## 역대 총재
- 제1대: 빔 다위센베르흐 ( 네덜란드, 1998년 7월 1일 ~ 2003년 10월 31일)
- 제2대: 장클로드 트리셰 ( 프랑스, 2003년 11월 1일 ~ 2011년 10월 31일)
- 제3대: 마리오 드라기 ( 이탈리아, 2011년 11월 1일 ~ 2019년 10월 31일)
- 제4대: 크리스틴 라가르드 ( 프랑스, 2019년 11월 1일 ~ 현재)

## 세계 경제 대통령
원래 기존에는 사실상의 세계 경제 대통령은 미국의 중앙은행인 연방 준비 제도(FRB) 의장 1인이었다. 그러나, ECB가 탄생하면서, ECB 총재는 벤 버냉키 FRB 의장과 함께 중화인민공화국을 제외하고, 세계 2대 경제 대통령으로 불리고 있다. 유럽 연합의 전체 GDP는 미국보다 크다. ECB는 유럽연합 최대 경제 대국인 독일에 위치하나, 초대 총재는 네덜란드 출신의 빔 다위센베르흐이었고, 현직(4대) 총재는 프랑스 출신의 크리스틴 라가르드이다.
2011년 그리스, 이탈리아 등의 국가부도 사태에서, 국제 금융학계의 권위자인 배리 아이켄그린 버클리 대학교 교수는 첫째 해결책이 ECB의 결단이고, 두 번째가 외부 지원이라고 말할 정도로, ECB는 유럽 전체 경제, 나아가 세계 경제에 대해 막강한 권한을 갖고 있다.
그러나 벤 버냉키 FRB 의장이 버락 오바마 미국 대통령과 견해를 같이 하여 결단을 내리고 행동하는데 비해, ECB는 앙겔라 메르켈 독일 총리의 입김이 강하다. 이탈리아 출신인 마리오 드라기 ECB 총재는 유럽 연합 최대 경제 대국인 독일의 앙겔라 메르켈 총리의 동의를 받아야만, 실제적인 힘을 행사할 수 있다. 따라서, 벤 버냉키 FRB 의장이 한 마디를 하면, 이는 사실상 버락 오바마 대통령의 뜻을 의미하기 때문에 곧바로 전 세계 경제에 막대한 영향을 미치나, 장클로드 트리셰 ECB 총재가 한 마디를 해도, 독일의 메르켈 총리가 반대하면, 아무 효력이 없다. 2011년 그리스, 이탈리아 등의 국가 부도 사태에서 독일 메르켈 총리의 견해가 언론에서 중요하게 자주 언급되는 이유이다.

## 같이 보기
- 공개시장운영
- 유럽 연합의 경제 통화 동맹